# Шварц, Майкл
Майкл Шварц (пол. Michael Szwarc; 19 июня 1909 — 4 августа 2000) — английский и американский химик-полимерщик, открыл и внес огромный вклад в развитие «живой» анионной полимеризации.

## Научные исследования

### Ранние исследования
Сын Мейера Шварца и Регины Прегер.
В 1932 году в Варшавском политехническом университете получил ученую степень в области химического машиностроения.
С 1935 года занимался исследованиями в Иерусалимском еврейском университете. Тут же получил докторскую степень по органической химии.

### Работа в Манчестере
По приглашению профессора Майкла Полани в конце 1945 года Шварц отправился в Англию в Манчестер, где определял энергию диссоциации связей путём исследования пиролитического разложения толуола.  Он разработал новую теорию "толуол-носитель", что позволило определить энергию связей во многих многоатомных молекулах. 
В рамках своих работ также исследовал пиролиз пара-ксилола, но неожиданно в холодной ловушке получил новый в то время не известный полимер — полипараксилилен . В дальнейших исследованиях открыли другие аналогичные спонтанно-полимеризующиеся мономеры .
Майкл Шварц представил результаты своих исследований на международной встрече фарадеевского общества в Оксфорде в двух докладах: один доклад на тему диссоциации С-Н связи в толуоле и ксилолах и второй - формирование ксилилена и его полимеризация в полипараксилилен, которые были хорошо приняты в обществе.
В 1947 г. Майкл защитил кандидатскую работу по физической химии на тему «Энергия диссоциации химических связей».
В 1949 году Майкл Шварц удостоен ученой степени доктора химических наук и назначен сотрудником в Манчестерский университет. Он работал преподавателем физической химии и одновременно исследовал реакцию фенильного радикала с толуолом в газовой фазе, и показал, что в газовой фазе, в отличие от растворов, фенильный радикал реагирует с толуолом также как и с алифатическими углеводородами.

### Работа в Сиракузах
В 1955 году его назначили профессором физической и полимерной химии в Государственный университетский Колледж лесного хозяйства в Сиракузский университет. Работая в университете он столкнулся с таким необычным явлением: полимеризация может идти одновременно по анионному и по радикальному механизму.Тогда он начал исследовать анионную полимеризацию стирола, инициированную анион-радикалом нафталина. В результате были открыты «живые» полимеры, которые позволили получать блок-сополимеры, функциональные полимеры и сополимеры, а также синтезировать полимеры с заданными молекулярными массами, с узким распределением Пуассона по молекулярным массам и с заранее определенной структурой полимера, а также полимеры с необходимыми функциональными группами.
В 1967 году он основал и стал первым директором полимерного исследовательского центра SUNY, где продолжил изучение механизма формирования полипараксилилена, совершенствовал методы его получения и исследовал свойства новых полимерных материалов: Galaxyl Parylene N, Galaxyl Parylene С и Galaxyl Parylene D, использующиеся для вакуумных защитных покрытий в электронике, в ортопедии и в медицинских устройствах
Майк совместно с учеником Моше Леви исследовали кинетику разложения ацетилпероксида в изооктане. Благодаря этим работам определили сродство метила к более 200 субстратам, таким как ароматические углеводороды, хиноны, гетероциклы, олефины и ацетилены. Это привело к более глубокому пониманию факторов контролирующих реакционную способность радикалов: количество диспропорционированных этильных радикалов возрастает при более низкой температуре и  количество радикалов зависит от гидростатического давления.

### Поздняя работа
После выхода на пенсию в 1979 году он присоединился к работе в Локерском научно-исследовательском институте углеводородов при Калифорнийском университете в Лос-Анджелесе и продолжил свою научную деятельность. Он сотрудничал со многими коллегами и опубликовал более 40 научных работ. 
В 1998 году Майкл вместе с Марселем ван Левен Бейленом из университета в Бельгии опубликовал главу в журнале Успехи в науке о полимерах, просвещенную исследованиям анионной полимеризации, и в 1996 году он опубликовал основы ионной полимеризации.

## Почести и награды
Майкл Шварц был удостоен многих наград:
1968-72 Член Королевского общества и Польской академии наук
1972 Международная премия инженеров пластмассы
1974 Почетная степень Лёвенского университета, Бельгия
1975 Почетная степень Уппсальского университета, Швеция 
1978 Почетная степень Университета Луи Пастера, Франция
1978 Золотая медаль общества Бенджамина Франклина
1990 награда Американского химического общества
1991 премия Киото
2000 Почетная степень Ягеллонского университета, Польша

## Память
В Нью-Йорке есть научно-исследовательский институт полимеров в Сиракузах имени Майкла Шварца.

## Семья
Женился на Марии Френкель в 1933 году. Он был её верным мужем и обожал своих троих детей Рину, Рафаэля и Майру.

## Личные качества и увлечения
Майкл Шварц был талантливым, энергичным и азартным ученым, очень благородным и никогда не боялся критиковать открыто. В своих делах он полностью погружался в проблему и искал ответы постоянно. Майкл всегда точно и верно мог объяснить самые трудные и запутанные явления в очень интересной форме и считался блестящим лектором.
Также Майкл был гостеприимным и мог пригласить молодого многообещающего студента вместе с самыми выдающимися учеными.
Он любил музыку и очень хорошо играл на пианино. Особенно он любил слушать произведения Шопена. Иногда он играл для своих гостей короткие соло на фортепьяно.
Был отличным пловцом и мог плавать часами в открытом море далеко от берега.